# ناکاجیما، فوکوشیما
ناکاجیما، فوکوشیما (به لاتین: Nakajima, Fukushima) یک منطقهٔ مسکونی در ژاپن است که در استان فوکوشیما واقع شده‌است. ناکاجیما ۱۸٫۹۱ کیلومترمربع مساحت و ۵٬۰۲۲ نفر جمعیت دارد.